# Пак, Жорж
Жорж Пак (фр. Georges Pâques; 29 января 1914, Шалон-сюр-Сон — 19 декабря 1993, Булонь-Бийанкур) — французский государственный служащий, работавший с 1962 года в аппарате военно-политического союза НАТО; известен как завербованный в 1943 году советскими разведывательными органами источник секретных сведений. Был арестован в 1963 году, осуждён к пожизненному сроку за шпионаж, помилован в 1970 году.

## Биография
Родился в 1914 год] в городе Шалон-сюр-Сон в небогатой семье ремесленника. С 1935 по 1940 годы обучался в Педагогическом университете, по окончании которого работал преподавателем итальянского языка в Ницце. В 1942 году переехал в Рабат. Начал работать на СССР с 1943 года, после знакомства в Алжире с Александром Глузовским, советником посольства СССР. Согласно его собственным заявлениям, работал на СССР по идейным (пацифистским) соображениям, утверждал на суде, что предотвратил войну с СССР, дав правительству последнего возможность полностью осознать силу Запада.
После проведения в ноябре 1942 года британцами и американцами операции «Torch» в Северной Африке, отправился в Алжир, где присоединился к движению «Свободная Франция».
В 1944— 1945 годах работал начальником канцелярии министра военно-морского флота, позже стал помощником начальника канцелярии министра городского строительства. В период с 1950 по 1954 год был главным редактором журнала «La Production française». С 1953 по 1958 год занимал административную должность в министерстве морской торговли Франции.
В октябре 1958 года назначен руководителем справочной службы генштаба французской армии, а в июле 1961 года — начальником канцелярии Института национальной обороны Франции. В октябре 1962 года переведён в систему НАТО в качестве помощника начальника пресс-службы военного блока, получив доступ к документам альянса.
После побега в США в 1961 году сотрудника ПГУ КГБ майора Анатолия Голицына, ЦРУ получило ориентировочные сведения о советском агенте в аппарате НАТО, которые позволили французской контрразведке выйти на Пака.
Арестован в августе 1963 года, в 1964 году судом государственной безопасности Франции приговорён к пожизненному заключению.
В 1970 году был досрочно освобожден после личного вмешательства президента Франции Жоржа Помпиду, вероятной причиной помилования служит, тот факт что Пак и Помпиду являлись друзьями в студенческие годы. После освобождения несколько раз посещал Советский Союз, изучил русский язык.
Умер в своей постели в 1993 году, похоронен в Париже.
Жорж Пак «передал Москве план системы защиты Западного Берлина, схему расположения американских радаров в Турции, секретные бюллетени НАТО по изучению Африки и Кубы, многочисленные концепции по эшелонированной обороне западноевропейских стран, перспективный план НАТО по обороне рубежей в Европе.»